# Komposterde
Als Komposterde bezeichnet man Gartenerde, die mit Kompost – dem Endprodukt der Kompostierung – vermischt ist. Sie wird zur natürlichen Düngung, zur Schädlingsabwehr und zur Bodenverbesserung verwendet.
Die Komposterde enthält, je nach dem Ausgangsmaterial, aus dem sie entstanden ist, 2–3 % Stickstoff, 2–3 % Phosphor und 1–3 % Kali und darf nicht zur Aussaat verwendet werden.

## Natürliche Düngung
Bei der Düngung werden die Nährstoffe aus der Komposterde langsam und fließend abgegeben, die Pflanzen nehmen nur so viel Nährstoffe auf, wie sie brauchen und es kommt zu keiner Überdüngung.

## Schädlingsabwehr
Die Pflanzen sind gesünder und widerstandsfähiger, weil sie nicht überdüngt sind, und damit weniger anfällig gegen Schädlinge. Die in der Komposterde enthaltenen Mikroorganismen halten schädliche Bodenorganismen ab.

## Bodenverbesserung
Die krümelige Struktur der Komposterde sorgt für Luftaustausch und ist in der Lage Wasser zu halten. Der hohe Humusanteil fördert die Fruchtbarkeit, lockert schwere Böden und wirkt gegen Bodenversauerung. In der Komposterde ist auch ein hoher Nährstoffanteil vorhanden, welcher den Boden besonders fruchtbar macht.